# Deirdre (Vorname)
Deirdre ist ein weiblicher Vorname.

## Herkunft
Der Name entstammt der irischen Mythologie. Deirdre ist dort eine tragische Heldin.
Die irische Aussprache ist [ˈdʲɛɾˠdʲɾʲə]. Die Bedeutung ist unsicher, möglicherweise bedeutet der Name lediglich Tochter oder auch nur Frau.
Im Anhang des Buches Deirdre des irischen Autors James Stephens heißt es zur Bedeutung des Namens „jene, die Unheil ankündigt“ bzw. „Eichenseher“.
In Online-Namensportalen wird häufig als Bedeutung „die Wütende“ und „die mit dem gebrochenen Herzen“ angeführt.
Die Beach Boys besangen sie im gleichnamigen Lied.
Im deutschen Sprachraum wird er als weiblicher Vorname kaum verwendet, insbesondere wohl wegen der von der Schriftsprache abweichenden Aussprache.
In Irland, den USA, Großbritannien und Australien ist er dagegen durchaus geläufig. In dem Film Ronin trägt die weibliche Hauptfigur diesen Namen, ebenso eine Nebenfigur in dem australischen Film Muriels Hochzeit.

## Varianten
- Deidre
- Deedee
- Dierdre

## Bekannte Namensträgerinnen
- Deirdre, Heldin der irischen Mythologie
- Deirdre Algie (* ≈1950) südafrikanische Badmintonspielerin
- Deirdre Blomfield-Brown (* 1936), buddhistische Nonne und Schriftstellerin, siehe Pema Chödrön
- Déirdre de Búrca (* 1963), irische Politikerin
- Deirdre Cartwright (* 1956), britische Gitarristin des Fusion-Jazz
- Deirdre Clune (* 1959), irische Politikerin
- Deirdre Curtin (* 1960), irische Jura-Professorin für Europäisches Recht
- Deirdre Demet-Barry (* 1972), US-amerikanische Radrennfahrerin
- Deirdre Lorenz (* 19**), US-amerikanische Schauspielerin, Filmproduzentin und Model
- Deirdre Lovejoy (* 1962), US-amerikanische Schauspielerin
- Deirdre Madden (* 1960), irische Schriftstellerin
- Deirdre McCloskey (* 1942), US-amerikanische Ökonomin und Professorin
- Deirdre Murphy (1959–2014), US-amerikanisch-irische Radrennfahrerin
- Deirdre Quinn (* 1970), US-amerikanische Schauspielerin
- Deirdre Ryan (* 1982), irische Hochspringerin
- Deirdre Shannon (* 1970), irische Sängerin
- Deirdre Watkinson (* 1941), britische Sprinterin und Mittelstreckenläuferin